# Crash Course in Romance
Crash Course in Romance (hangul: 일타 스캔들) (bra: Intensivão de Amor) é uma série de televisão sul-coreana de 2023 dirigida por Yoo Je-won, sendo estrelada por Jeon Do-yeon e Jung Kyung-ho. Foi ao ar na tvN de 14 de janeiro a 5 de março de 2023, em exibição todos os sábados e domingos às 21h10 (KST), totalizando 16 episódios. A série também está disponível em plataformas streaming, como a Netflix, mas somente em regiões selecionadas.
A série foi um sucesso de audiência na TV e se tornou um dos dramas de maior audiência na história da televisão a cabo coreana.

## Sinopse
A série segue o relacionamento inconveniente entre a dona de uma loja de banchan, cuja filha entra no período de vestibulares para ser admitida em uma universidade, e um instrutor de cursinho (hagwon) com status de celebridade.

## Elenco

### Principal
- Jeon Do-yeon como Nam Haeng-seon[10][11]
  - Lee Yeon como Haeng-seon jovem[12]

Ex-jogadora de handebol nacional que agora dirige uma loja de banchan. Após a morte de sua mãe, ela desistiu de sua carreira esportiva para cuidar de sua sobrinha e de seu irmão mais novo especial.
- Jung Kyung-ho como Choi Chi-yeol[10][11]
  - Kim Min-chul como Chi-yeol jovem[13]

Um famoso professor de matemática que dá aulas na The Pride Academy, um popular instituto de ensino privado, que sofre de um grave transtorno alimentar e visita regularmente a loja de Haeng-seon.

### De apoio

#### Pessoas ao redor de Haeng-seon
- Roh Yoon-seo como Nam Hae-yi[14]

Filha adotiva e sobrinha de Haeng-seon que foi abandonada por sua mãe (irmã de Haeng-seon) quando ela era criança. Ela é a representante da turma 2-1 da Woorim High School.
- Oh Eui-shik como Nam Jae-woo[15]

- Lee Bong-ryun como Kim Young-joo[16]

Amiga de Haeng-seon que trabalha em sua loja.
- Kim Mi-kyung como Jung Young-soon[17]

Mãe de Haeng-seon.

#### Pessoas ao redor de Chi-yeol
- Shin Jae-ha como Ji Dong-hee/Jeong Seong-hyeon[18][19]

Agente pessoal de Chi-yeol.
- Kim Da-huin como Jeon Jong-ryeol[20]

Amigo de Chi-yeol que é professor na Woorim High School.

#### Pessoas nos apartamentos
- Jang Young-nam como Jang Seo-jin[21]

Advogada e mãe de Seon-jae.
- Lee Chae-min como Lee Seon-jae[22]

Um estudante da classe 2-1 e amigo de Hae-yi, no qual nutre um amor por ela.
- Kim Tae-jeong como Lee Hee-jae[23]

Irmão mais velho de Seon-jae que desistiu dos estudos e fica o dia inteiro em casa.
- Kim Sun-young como Jo Su-hee[24][25]

A mãe de Su-ah, obcecada pelos estudos.
- Kang Na-eon como Bang Su-ah[26]

Uma aluna da classe 2-1 que rivaliza com Hae-yi.
- Hwang Bo-ra como Lee Mi-ok[24][27]

A mãe de Dan-ji.
- Ryu Da-in como Jang Dan-ji[24][28]

Aluna da turma 2-1 e amiga próxima de Hae-yi e Seon-jae.
- Lee Min-jae como Seo Geon-hu[29]

Um aluno da classe 2-1 que é atleta de hóquei no gelo. Mais tarde, ele foi diagnosticado com uma grave lesão no ombro e teve que parar de jogar.

#### Pessoas da The Pride Academy
- Heo Jeong-do como Kang Joon-sang[30]

Diretor da The Pride Academy.
- Ji Il-joo como Jin Yi-sang[30]

Professor da The Pride Academy.

### Estendido
- Yoo Jun como Lee Young-min[31][32]

Um aluno da turma intensiva da The Pride Academy que caiu do telhado e morreu.
- Choi Hee-jin como mãe de Young-min[33]
- Lee Do-hye como Jeong Su-hyeon[34]

Aluno de Chi-yeol que morreu por suicídio.
- Jung Han-seol como Detetive Bae[32]

Um detetive que cuidou do caso da morte de Young-min.
- Kim Joon-won como Lee Seung-won[35]

Pai de Seon-jae e Hee-jae.

### Participações especiais
- Yoon Seok-hyun como Song Jun-h[36]
- Bae Yoon-kyung como Hong Hye-yeon[37]
- Lee Sang-yi como YouTuber "Mr. Popular"[38][39]
- Bae Hae-sun como Nam Haeng-ja, mãe biológica de Hae-yi[40]

## Episódios
Dirigido por Yoo Je-won, Crash Course in Romance consiste em 16 episódios. O título de cada episódio faz referência direta a um conceito matemático.
| N.º | Título | Exibição original       | Audiência (milhões) |
| --- | --- | ----------------------- | ------------------- |
| 1 | "Você e eu, a interseção de dois universos" "너와 나, 두 우주의 교집합"                                      | 14 de janeiro de 2023   | 0,971               |
| Choi Chi-yeol é o professor celebridade da Pride Academy, um dos principais hagwon em matemática. Os pais fazem fila para garantir um lugar em suas salas de aula. Porém, não Nam Haeng-seon, mãe solteira e dona de uma loja banchan. Ela confia na capacidade de sua filha, Nam Hae-yi, de aprender o que ela precisa como uma estudante diligente e motivada do ensino médio. Mas quando Hae-yi expressa interesse em ajuda extra em matemática, Haeng-seon entra em ação. Enquanto isso, Chi-yeol e Haeng-seon tornaram-se inimigos ferrenhos, embora nem saibam o nome um do outro. | |                         |                     |
| 2 | "A probabilidade de se encontrar um inimigo no pior momento" "원수를 외나무다리에서 만날 확률"               | 15 de janeiro de 2023   | 1,461               |
| Chi-yeol é hospitalizado por desnutrição. Dong-hee, seu empresário, procura comida melhor para ele e descobre o restaurante de Haeng-seon. A lancheira que ele compra lá combina tão bem com Chi-yeol que ele visita o Melhor Banchan da Nação e conhece Nam Haeng-seon, a mulher que ele esperava nunca mais ver. | |                         |                     |
| 3 | "O número de vezes em que antipatia vira afeto" "당신의 마음이, 내게 미소지은 순간"                          | 21 de janeiro de 2023   | 1,354               |
| Haeng-seon agora está determinada a ser o tipo de mãe que cuida da educação da filha. Ela faz fila diariamente em frente à Pride Academy. Ela também é a única pessoa que pode salvar Choi Chi-yeol da desnutrição. Haeng-seon e Chi-yeol já estão irritados um com o outro. Os dois podem trabalhar juntos? | |                         |                     |
| 4 | "A revolta da sequência aritmética" "당신의 온도가, 나의 마음을 녹인 순간"                                   | 22 de janeiro de 2023   | 1,819               |
| Hae-yi está matriculada nas aulas mais seletes de Chi-yeol. Graças a elas, ela obteve a melhor nota em matemática no ensino médio. Vê-la feliz deixa Haeng-seon orgulhosa. Hae-yi também passa no teste do Medical College All Care Class e, portanto, é elegível para ingressar no All-Care Class, quase garantindo a admissão em uma das melhores escolas de medicina. Hae-yi desfruta de sua boa sorte por um breve período, até Haeng-seon ouvir algo chocante. | |                         |                     |
| 5 | "A secreta distribuição de probabilidade de x e y" "X와 Y의 비밀 확률 분포"                                  | 28 de janeiro de 2023   | 2,242               |
| Chi-yeol, professor famoso, e Haeng-seon, uma chef de “banchan”, concordam em fazer um acrodo: ele será o tutor de sua filha Hae-yi e ela lhe fornecerá duas refeições por dia. O acordo é mantido em segredo para evitar ofender os pais de outras crianças, principalmente as mães. | |                         |                     |
| 6 | "Na vida, não existem respostas corretas, apenas melhores" "인생엔 정답이 아닌 여러 개의 모범답안이 있을 뿐" | 29 de janeiro de 2023   | 2,660               |
| O acordo secreto de Chi-yeol e Haeng-seon é descoberto por Dong-hee, o assistente de confiança com quem Chi-yeol compartilha tudo e Yeong-joo, a melhor amiga e colega de trabalho de Haeng-seon na loja banchan. Ambos se sentem traídos. | |                         |                     |
| 7 | "As muito medianas leis da atração" "사랑에 빠지는 아주 보통의 법칙"                                         | 4 de fevereiro de 2023  | 2,433               |
| Hae-yi ficou em primeiro lugar no simulado de setembro. Haeng-seon convida Chi-yeol para comemorar, levando a uma partida de jokgu. Chi-yeol lesiona seu pulso. Sentimentos estranhos por Haeng-seon o levam a fazer algo incomum por ela. | |                         |                     |
| 8 | "O acaso vira destino através do método indutivo" "인연이 운명이 되는 귀납적 추론"                           | 5 de fevereiro de 2023  | 3,010               |
| Chi-yeol descobre que Haeng-seon é filha de uma dona de cantina que o ajudou muito quando estudante. Profundamente comovido, ele decide retribuir a Haeng-seon a ajuda que recebeu de sua mãe. Ele secretamente compra o prédio do Melhor Banchan da Nação e corta o aluguel pela metade. Haeng-seon entrega marmitas no escritório de Chi-yeol e descobre que ele pode ter uma namorada. | |                         |                     |
| 9 | "O efeito borboleta da nossa relação" "우리 만남의 나비효과"                                                 | 11 de fevereiro de 2023 | 2,505               |
| Chi-yeol e Haeng-seon são flagrados juntos em frente à loja dela pelos pais da All Care Class. Seu esquema secreto de aulas particulares é exposto. Um "escândalo de um só golpe" abala a comunidade da Pride Academy. Online e offline, Haeng-seon é envergonhada e humilhada. | |                         |                     |
| 10 | "Emoção, a variável que altera relacionamentos" "관계를 바꾸는 감정이라는 변수"                              | 12 de fevereiro de 2023 | 3,232               |
| Chi-yeol faz um talk show sobre matemática. Haeng-seon comparece. Alguns convidados perguntam a Chi-yeol sobre o escândalo e se Haeng-seon é a culpada. Incapaz de ouvir críticas a Haeng-seon, Chi-yeol confessa seus sentimentos por ela na frente de todos. A flecha das críticas muda de Haeng-seon para Chi-yeol. Seus alunos protestam e ele é forçado a suspender suas aulas. Ele inicia uma pausa para clarear sua mente. Hae-yi faz uma confissão pública repentina: Haeng-seon não é casada. Ela não é sua mãe de verdade, mas sua tia.                                        | |                         |                     |
| 11 | "A relação funcional do nosso amor" "우리 사랑의 관계함수"                                                   | 18 de fevereiro de 2023 | 3,076               |
| Após a confissão de Hae-yi, Haeng-seon e Chi-yeol confessam seus sentimentos um pelo outro. O antigo escândalo agora é um romance. Hae-yi é consolada por seus amigos e aplaudida na aula. | |                         |                     |
| 12 | "Ponto de interseção entre comédia e tragédia" "희극과 비극의 교차점"                                        | 19 de fevereiro de 2023 | 3,328               |
| Haeng-seon e Chi-yeol brigam pela primeira vez. Eles não têm a oportunidade de se reconciliar devido a horários conflitantes. Choi Chi-yeol prepara um encontro de luxo para Haeng-seon, auxiliado por Dong-hee, que faz algo surpreendente durante o encontro. Os alunos da escola se preparam para o novo semestre. | |                         |                     |
| 13 | "Como lidar com uma conjetura sem solução" "미제(謎題)에 대처하는 우리의 자세"                               | 25 de fevereiro de 2023 | 2,855               |
| A Pride Academy agenda um acampamento para marcar o retorno de Chi-yeol. Chi-yeol está relutante, mas permite que Dong-hee o inscreva para participar. Ele está tão ocupado agora que há dias em que ele e Haeng-seon mal se veem. Nisso, chegam as provas semestrais. Hae-yi fica gravemente perturbada com o exame de leitura e desaparece. | |                         |                     |
| 14 | "Buscando a solução única" "오직 하나의 해를 구하라"                                                         | 26 de fevereiro de 2023 | 3,646               |
| Hae-yi é encontrada em coma. Ela foi atropelada por um carro. A polícia suspeita que ela se machucou, mas Haeng-seon acha que deve haver outra explicação. Ela encontra uma marca estranha na mão de Hae-yi. Ela e Chi-yeol procuram pistas. A mãe biológica de Hae-yi aparece repentinamente. | |                         |                     |
| 15 | "O resultado de probabilidade e inevitabilidade" "우연과 필연의 결과값"                                      | 4 de março de 2023      | 3,755               |
| A mãe biológica de Hae-yi desempenha o papel de mãe carinhosa ao máximo, perturbando a todos. Chi-yeol descobre a verdade sobre Dong-hee em uma visita ao seu apartamento na cobertura. Dong-hee ataca Haeng-seon no quarto de hospital de Hae-yi. Hae-yi toma uma decisão chocante. | |                         |                     |
| 16 | "Você e eu, a união de dois universos" "너와 나, 두 우주의 합집합"                                           | 5 de março de 2023      | 4,329               |
| A decisão de Hae-yi deixa Haeng-seon desconfortável, mas ela decide respeitá-la e se prepara para deixá-la ir, mas algum tempo depois, Hae-yi decide permanecer com sua tia. Ela se sai bem no vestibular para ingressar na faculdade. Sua formatura é comemorada. Haeng-seon e Chi-yeol trabalham juntos para um futuro feliz. | |                         |                     |

## Produção
A série marca a terceira colaboração entre o diretor Yoo Je-won e o roteirista Yang Hee-seung após os dramas High School King of Savvy (2014) e Oh My Ghost (2015). Foi dito que as filmagens começaram no início do verão de 2022 e terminaram em 5 de fevereiro de 2023.

## Trilha sonora

### Trilha sonora original

#### Parte 1
| Lançado em 15 de janeiro de 2023 |                              |                |                |                |         |  |
| N.º                              | Título                       | Letras         | Música         | Artista        | Duração |  |
| 1.                               | "Gypsophila" (안개꽃)        | Oh Dong-jun    | Oh Dong-jun    | Lee Ju-hyuk    | 3:32    |  |
| 2.                               | "Gypsophila" (안개꽃; Inst.) |                | Oh Dong-jun    |                | 3:32    |  |
| Duração total:                   | Duração total:               | Duração total: | Duração total: | Duração total: | 7:04    |  |

#### Parte 2
| Lançado em 22 de janeiro de 2023 |                                         |                    |                |                |         |  |
| N.º                              | Título                                  | Letras             | Música         | Artista        | Duração |  |
| 1.                               | "It's Sunny Today" (오늘은 맑음)        | Jung Gu-hyun Aseul | Jung Gu-hyun   | Grass          | 3:06    |  |
| 2.                               | "It's Sunny Today" (오늘은 맑음; Inst.) |                    | Jung Gu-hyun   |                | 3:06    |  |
| Duração total:                   | Duração total:                          | Duração total:     | Duração total: | Duração total: | 6:12    |  |

#### Parte 3
| Lançado em 29 de janeiro de 2023 |                                     |                |                |                |         |  |
| N.º                              | Título                              | Letras         | Música         | Artista        | Duração |  |
| 1.                               | "The Opposite Side" (반대편)        | Hong Ye-jin    | Hong Ye-jin    | Lee Juck       | 4:10    |  |
| 2.                               | "The Opposite Side" (반대편; Inst.) |                | Hong Ye-jin    |                | 4:10    |  |
| Duração total:                   | Duração total:                      | Duração total: | Duração total: | Duração total: | 8:20    |  |

#### Parte 4
| Lançado em 5 de fevereiro de 2023 |                            |                |                |                |         |  |
| N.º                               | Título                     | Letras         | Música         | Artista        | Duração |  |
| 1.                                | "At Night"                 | Dailog         | Dailog Hen     | Giriboy        | 2:52    |  |
| 2.                                | "At Night" (간밤에; Inst.) |                | Dailog Hen     |                | 2:52    |  |
| Duração total:                    | Duração total:             | Duração total: | Duração total: | Duração total: | 5:44    |  |

#### Parte 5
| Lançado em 12 de fevereiro de 2023 |                   |                |                |                |         |  |
| N.º                                | Título            | Letras         | Música         | Artista        | Duração |  |
| 1.                                 | "Alright"         | Jin Dong-wook  | Jin Dong-wook  | Ha Hyun-sang   | 3:22    |  |
| 2.                                 | "Alright" (Inst.) |                | Jin Dong-wook  |                | 3:22    |  |
| Duração total:                     | Duração total:    | Duração total: | Duração total: | Duração total: | 6:44    |  |

#### Parte 6
| Lançado em 26 de fevereiro de 2023 |                             |                |                |                |         |  |
| N.º                                | Título                      | Letras         | Música         | Artista        | Duração |  |
| 1.                                 | "Love Code [1+1=1]"         | MaO Naiv       | Naiv           | Vincent Blue   | 3:37    |  |
| 2.                                 | "Love Code [1+1=1]" (Inst.) |                | Naiv           |                | 3:37    |  |
| Duração total:                     | Duração total:              | Duração total: | Duração total: | Duração total: | 7:14    |  |

### Publicação vinculada
O roteiro original da série foi publicado em dois livros, onde cada um cobre a produção de oito episódios.
| Ano  | Título                                                     | Título                              | Autor                       | Editora      | Data de publicação  | ISBN              |
| Ano  | Inglês                                                     | Coreano                             | Autor                       | Editora      | Data de publicação  | ISBN              |
| ---- | ---------------------------------------------------------- | ----------------------------------- | --------------------------- | ------------ | ------------------- | ----------------- |
| 2023 | 1ta Scandal: Yang Hee-seung and Yeo Eun-ho's script book 1 | 일타 스캔들: 양희승·여은호 대본집 1 | Yang Hee-seung e Yeo Eun-ho | Wisdom House | 12 de abril de 2023 | 979-1-1681-2597-1 |
| 2023 | 1ta Scandal: Yang Hee-seung and Yeo Eun-ho's script book 2 | 일타 스캔들: 양희승·여은호 대본집 2 | Yang Hee-seung e Yeo Eun-ho | Wisdom House | 12 de abril de 2023 | 979-1-1681-2598-8 |

## Recepção

### Audiência
| Temporada | Temporada | Ep. 1 | Ep. 2 | Ep. 3 | Ep. 4 | Ep. 5 | Ep. 6 | Ep. 7 | Ep. 8 | Ep. 9 | Ep. 10 | Ep. 11 | Ep. 12 | Ep. 13 | Ep. 14 | Ep. 15 | Ep. 16 | Audiência |
| --------- | --------- | ----- | ----- | ----- | ----- | ----- | ----- | ----- | ----- | ----- | ------ | ------ | ------ | ------ | ------ | ------ | ------ | --------- |
|           | 1         | 0.971 | 1.461 | 1.354 | 1.819 | 2.242 | 2.660 | 2.433 | 3.010 | 2.505 | 3.232  | 3.076  | 3.328  | 2.855  | 3.646  | 3.755  | 4.329  | 2.667     |

| Ep. | Data de transmissão original | Parcela média de audiência (Nielsen Korea) | Parcela média de audiência (Nielsen Korea) |
| Ep. | Data de transmissão original | Nacional                                   | Seul                                       |
| --- | ---------------------------- | ------------------------------------------ | ------------------------------------------ |
| 1 | 14 de janeiro de 2023        | 4.044% (1º)                                | 4.315% (1º)                                |
| 2 | 15 de janeiro de 2023        | 5.819% (1º)                                | 6.076% (1º)                                |
| 3 | 21 de janeiro de 2023        | 5.038% (1º)                                | 5.253% (1º)                                |
| 4 | 22 de janeiro de 2023        | 7.559% (1º)                                | 8.109% (1º)                                |
| 5 | 28 de janeiro de 2023        | 9.145% (1º)                                | 10.450% (1º)                               |
| 6 | 29 de janeiro de 2023        | 10.978% (1º)                               | 12.030% (1º)                               |
| 7 | 4 de fevereiro de 2023       | 9.730% (1º)                                | 10.799% (1º)                               |
| 8 | 5 de fevereiro de 2023       | 11.823% (1º)                               | 13.571% (1º)                               |
| 9 | 11 de fevereiro de 2023      | 10.409% (1º)                               | 12.106% (1º)                               |
| 10 | 12 de fevereiro de 2023      | 13.501% (1º)                               | 15.958% (1º)                               |
| 11 | 18 de fevereiro de 2023      | 12.468% (1º)                               | 14.643% (1º)                               |
| 12 | 19 de fevereiro de 2023      | 12.997% (1º)                               | 15.159% (1º)                               |
| 13 | 25 de fevereiro de 2023      | 11.359% (1º)                               | 12.913% (1º)                               |
| 14 | 26 de fevereiro de 2023      | 14.296% (1º)                               | 16.977% (1º)                               |
| 15 | 4 de março de 2023           | 15.507% (1º)                               | 18.405% (1º)                               |
| 16 | 5 de março de 2023           | 17.038% (1º)                               | 19.797% (1º)                               |
| Média | Média                        | 10.731%                                    | 12.285%                                    |
| - Na tabela acima, os números em azul representam a audiência média mais baixa e os números em vermelho representam a audiência média mais alta. - Este drama foi ao ar em um canal a cabo/TV paga que normalmente tem uma audiência relativamente menor em comparação com a TV aberta/emissoras públicas (KBS, SBS, MBC, e EBS). |                              |                                            |                                            |

#### Posição em rankings
Durante sua exibição, Crash Course in Romance gerou muita repercussão no meio big data. De acordo com a Good Data Corporation, a série ficou em primeiro lugar com uma participação de 23,8% no Top 10 do Ranking da TV Topicality na categoria de drama durante quatro semanas consecutivas. Jung Kyung-ho ficou em primeiro lugar na categoria performer por cinco semanas consecutivas, enquanto Jeon Do-yeon, Shin Jae-ha, Roh Yoon-seo, e Lee Chae-min ficaram classificados em 3º, 6º, 10º e 14º, respectivamente.
Nas classificações de drama em OTT, Crash Course in Romance garantiu o primeiro lugar por três semanas consecutivas. De acordo com o gráfico semanal integrado do Kinolights (de 4 a 10 de fevereiro de 2023), a série, que foi ao ar pela primeira vez em 14 de janeiro, assumiu a liderança de seu ranking. Na primeira semana de março, o drama ficou em segundo lugar, mais ainda a frente de outros.

### Impacto cultural
A série influenciou a moda coreana. A Gmarket e o SSG.com anunciaram em 13 de março de 2023 que a blusa estampada de flores de Nam Haeng-seon (interpretada por Jeon Do-yeon) no drama estava ganhando popularidade. De acordo com dados de vendas do Gmarket, a demanda por moda retrô, como blusas de renda/babados (67%), blusas de chiffon (62%) e blusas estampadas (92%) foi alta durante a exibição do drama. Blusas estampadas (20%), jeans (15%) e blusas de renda/babados (10%) também venderam bem no SSG.com.

## Prêmios e indicações
| Cerimônia de premiação        | Ano  | Categoria                         | Nomeado       | Resultado | Ref.   |
| ----------------------------- | ---- | --------------------------------- | ------------- | --------- | ------ |
| Baeksang Arts Awards          | 2023 | Melhor Ator, Televisão            | Jung Kyung-ho | Indicado  | [ 64 ] |
| Baeksang Arts Awards          | 2023 | Melhor Atriz Estreante, Televisão | Roh Yoon-seo  | Venceu    | [ 65 ] |
| Brand Customer Loyalty Awards | 2023 | Melhor Ator, Drama                | Jung Kyung-ho | Venceu    | [ 66 ] |
| Scene Stealer Festival        | 2023 | Scene Stealer do Ano              | Hwang Bo-ra   | Venceu    | [ 67 ] |

### Artigos em lista
| Editora | Ano  | Lista                                        | Classificação | Ref.   |
| ------- | ---- | -------------------------------------------- | ------------- | ------ |
| Time    | 2023 | The 10 Best Korean Dramas of 2023 on Netflix | Incluído      | [ 68 ] |